# 호매실중학교
호매실중학교(好梅實中學校)는 대한민국 경기도 수원시 권선구 호매실동에 있는 공립 중학교이다.

## 학교 연혁
- 1997년 1월 14일 : 호매실중학교 6학급 설립인가
- 1997년 3월 1일 : 초대 홍현기 교장 취임
- 1997년 3월 7일 : 개교 및 입학식
- 2001년 3월 1일 : 1학년 16학급, 2학년 14학급, 3학년 12학급 인가(42학급)
- 2003년 2월 28일 : 경기도교육청 지정 평생교육 시범학교
- 2024년 1월 5일 : 제25회 졸업식(9학급 275명)
- 2024년 3월 1일 : 제10대 박향숙 교장 취임
- 2024년 3월 4일 : 제28회 입학식 (10학급 316명)

## 참고 자료
- 호매실중학교 - 한국교육학술정보원 학교알리미